# Martin Drath
Martin Hermann Drath (* 12. November 1902 in Blumberg/Sachsen; † 14. April 1976 in Karlsruhe) war ein deutscher Jurist und Richter des Bundesverfassungsgerichts.

## Leben
Drath wuchs in einem protestantischen Pfarrhaus auf und genoss eine humanistische Ausbildung. Das Studium der Rechtswissenschaften führte ihn an die Universitäten Tübingen, Leipzig, Rostock, Göttingen und Kiel. In Kiel wurde Drath 1927 bei Walter Jellinek promoviert. Drath war seit 1926/27 Mitglied der Sozialdemokratischen Partei Deutschlands (SPD). Nach der Promotion arbeitete Drath bei dem der Sozialdemokratie nahestehenden Allgemeinen Deutschen Beamtenbund. Seit 1931 war Drath in Berlin nebenamtlicher Assistent bei den bedeutenden Staatsrechtslehrern Hermann Heller und Rudolf Smend. 1932 wurde er Dozent an der Akademie der Arbeit in der Universität Frankfurt am Main.
Mit der Machtübernahme der Nationalsozialisten verlor Martin Drath diese Anstellung und musste sich als Buchhalter und Wirtschaftsprüfer durchschlagen. Von 1939 bis 1945 wurde er zur Wehrmacht in die Militärverwaltung eingezogen. In Belgien war Drath ab September 1940 Mitarbeiter der Gruppe XII (Feind- und Judenvermögen) in der Wirtschaftsabteilung des deutschen Verwaltungschefs Eggert Reeder. Ab Ende 1940 war er Geschäftsführer der von der Militärverwaltung nach belgischem Recht gegründeten Brüsseler Treuhandgesellschaft (BTG), die das den Juden geraubte Vermögen verwaltete. Dort lernte er den deutschen Unternehmer Felix Meyer kennen, zu dem er ein vertrauensvolles Verhältnis unterhielt.  Sein Angebot nach dem Krieg, an die belgische Regierung (Paul-Henri Spaak) umfassend über seine Tätigkeit während des Krieges in Belgien zu berichten, wurde nie angenommen.
1945 wurde Drath erneut Mitglied der SPD und war auf Vermittlung von Hermann Brill zuerst in der Thüringischen Verwaltungsgesellschaft und dann an der Friedrich-Schiller-Universität Jena tätig. 1946 wurde er durch die Zwangsvereinigung von SPD und KPD Mitglied der Sozialistischen Einheitspartei Deutschlands (SED). Nach seiner Habilitation wurde Drath 1946 Professor für öffentliches Recht in Jena. Die Jenaer Zeit ist geprägt von der Habilitationsschrift, die sich als eine der ersten Arbeiten nach dem Krieg mit der Staatslehre Carl Schmitts auseinandersetzte. Außerdem wirkte Drath an der thüringischen Verfassung und an der Gesetzgebung des Landes mit. 1948 verließ Drath wegen drohender politischer Verfolgung die Sowjetische Besatzungszone (SBZ).
Nach seinem Weggang in die Westzonen war er Mitglied der vorbereitenden Kommission für das Godesberger Programm von 1959. Über eine kurze Zwischenstation in Hessen wurde Drath 1949 Professor an der neu gegründeten Freien Universität in Berlin. Dort verfasste er seine rechtstheoretischen Arbeiten und die wichtigen Aufsätze zum rechtlichen Status Berlins. 1951 wurde Drath mit der Gründung des Bundesverfassungsgerichtes für zwölf Jahre Richter im ersten Senat. Er wirkte unter anderem an den Urteilen in Sachen „Lüth“, „Apotheken“, „Elfes“ und dem KPD-Verbot mit. 1963 wurde Drath nicht wieder zum Verfassungsrichter gewählt, weil er in der Presse als „Piecks Kronjurist“ diffamiert wurde.
Er nahm dann einen Ruf auf eine Professur für öffentliches Recht, Rechtssoziologie und Rechtstheorie an der TU Darmstadt an. Dort widmete er sich vor allem der Arbeit an seiner Staatslehre, die ihren wesentlichen Niederschlag im Artikel Staat im Evangelischen Staatslexikon fand. Mit seiner innovativen Staats- und Rechtstheorie findet Drath bis heute Wirkung in den staatswissenschaftlichen Disziplinen.

## Auszeichnungen/Ehrungen
- 1963: Große Verdienstkreuz mit Stern und Schulterband der Bundesrepublik Deutschland[4]

## Werke (Auswahl)
- Rechts- und Staatslehre als Sozialwissenschaft. Duncker und Humblot, Berlin 1977.
- Grund und Grenzen der Verbindlichkeit des Rechts. Mohr (Siebeck), Tübingen 1963.
- Forschungen und Berichte aus dem öffentlichen Recht. Isar Verlag, München 1955.
- Verfassungsrecht und Verfassungswirklichkeit in der sowjetischen Besatzungszone. Dt. Bundes-Verlag [in Komm.], Bonn 1954; 2., überarb. u. erw. Auflage, Bonn 1954; 4. Auflage, Bonn 1956.
- Das Wahlprüfungsrecht bei der Reichstagswahl. G. Stilke, Berlin 1927.